# Кингдъм Сентър
„Кингдъм Сентър“ (на английски: Kingdom Centre; на арабски: برج المملكة, „Бурж Ал-Мамляка“ – Център на кралството) е небостъргач, намиращ се в Рияд, столицата на Саудитска Арабия.
Строителството е започнало през 1999 година и е завършило през 2004 г. Зданието с височина 302 метра заема 4-то място в страната. Има 394 230 m² земна площ, а разгъната – 300 000 m². В небостъргача се помещават магазини, обсерватория на височина 297 m, апартаменти, офиси, хотел Four Seasons и даже джамия.
Собственик на сградата е членът на саудитския кралски род принц Алуалид Бин Талал Абдулазис Алсауд (8-и по богатство в света с $20 млрд.). Стойността на проекта е 1717 млрд. саудитски риала.
Победител е в класацията на „Emporis“ за „най-добър дизайн и функционалност на нов небостъргач“ за 2002 година.